# Gelbfuß-Pfeifgans
Die Gelbfuß-Pfeifgans  (Dendrocygna eytoni) oder Sichelpfeifgans ist eine Art aus der Unterfamilie der Pfeifgänse. Sie zählt zur Fauna Australiens und kommt dort im Norden und Osten des Kontinents vor. 
Die Gesamtpopulation der Gelbfuß-Pfeifgansbeträgt laut IUCN zwischen 100.000 und 1 Million Tiere. Die Art wird als nicht gefährdet (least concern) eingestuft.

## Beschreibung
Ausgewachsen erreichen Gelbfuß-Pfeifgänse eine Körperlänge von 40 bis 60 Zentimetern und wiegen dann zwischen 500 Gramm und 1,5 Kilogramm. Die Flügelspanne beträgt 75 bis 90 Zentimeter. Wie die übrigen Arten der Pfeifgänse haben sie lange Beine und große Füße mit Schwimmhäuten. Ferse und Knöchel weisen ein netzartiges Muster auf, wie es eigentlich für Gänse typisch ist. Die namensgebenden Sichelfedern sind besonders kontrastreich bei mehrjährigen Männchen. Sie überragen deutlich den Rücken. Die Iris ist bei den Männchen leuchtend orange und bei den Weibchen gelb. Ansonsten besteht kein auffälliger Sexualdimorphismus. Adulte Vögel durchlaufen die Vollmauser nach der Fortpflanzungszeit. Die Mauser beginnt mit den Schwingen, daran schließt sich die Mauser des Kleingefieders an. 
Frisch geschlüpfte Küken sind auf der Körperoberseite sepiabraun. Die Körperunterseite ist zimtbraun bis grau. Im Nacken verläuft ein helles, breites Band. Auf dem Rücken verläuft auf jeder Körperseite ein sandfarbener Längsstreifen von den Flügelansätzen zu den Schwanzseiten. Der Schnabel, die Iris und die Beine sind grau. Jungvögel sind einfarbig lehmgrau, die rotbraune vordere Flankenzeichnung fehlt bei ihnen noch. Die Sichelfedern sind noch nicht verlängert und blass lehmgelb. Der Schnabel ist aufgehellt, aber noch ohne Flecken. 
Außerhalb der Fortpflanzungszeit ruhen Gelbfuß-Pfeifgänse in Trupps, die bis zu mehreren tausend Individuen umfassen können, am Rand von Feuchtgebieten nahe kurzrasigen Weideflächen. Während der Dämmerung und der Nacht weiden sie auf dem Grasland oder gründeln am Rand der Feuchtgebiete. Während der Fortpflanzungszeit sind sie meist in Paaren zu beobachten. Kopf und Hals werden sehr aufrecht getragen. Auf dem Wasser bewegen sie sich langsam, sie schwimmen dabei hoch auf dem auf. Im Flug tragen sie den Kopf niedriger als ihren Rücken, die Füße baumeln herab. Der Flügelschlag ist langsam.

## Verwechslungsmöglichkeiten

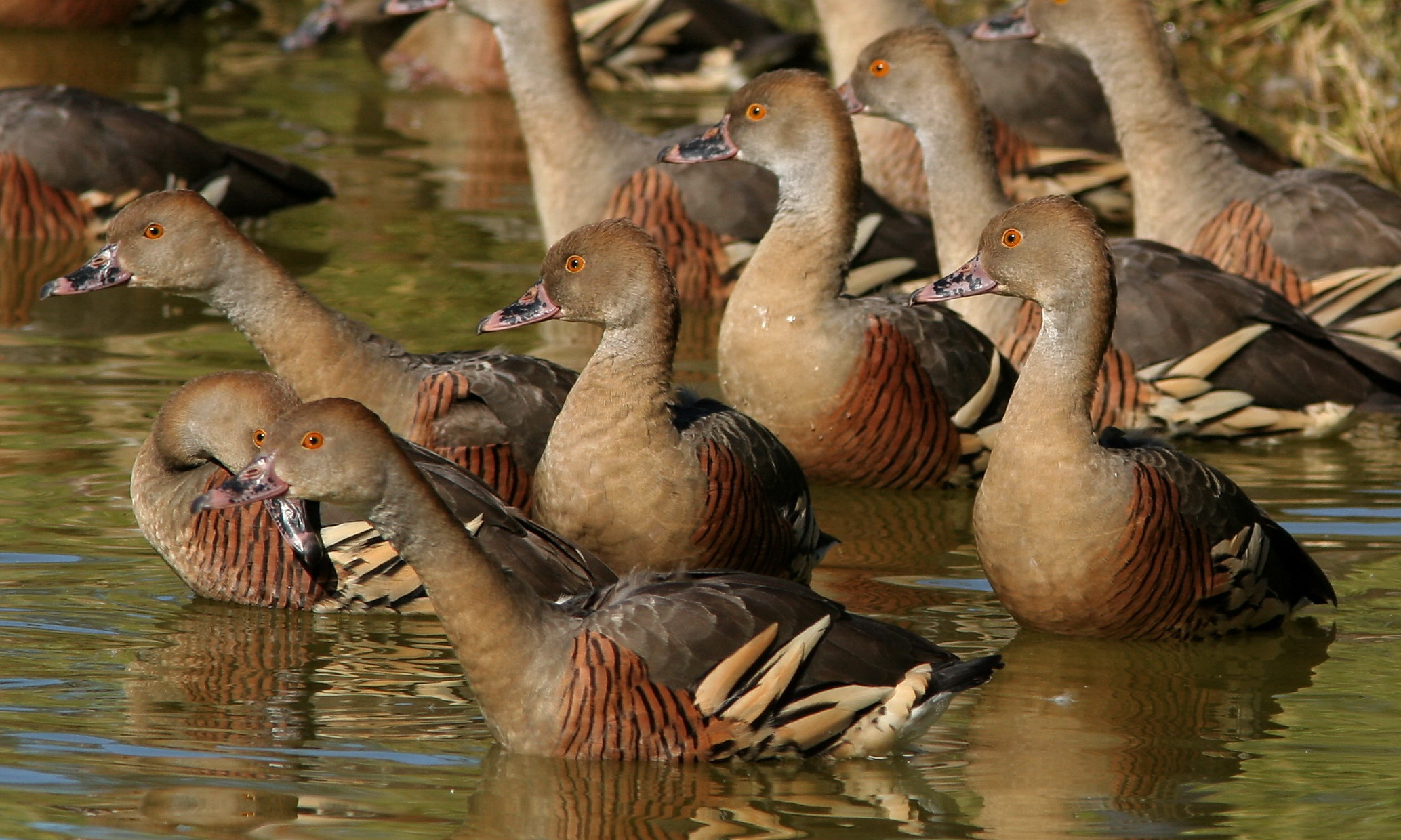
Trupp Gelbfuß-Pfeifgänse

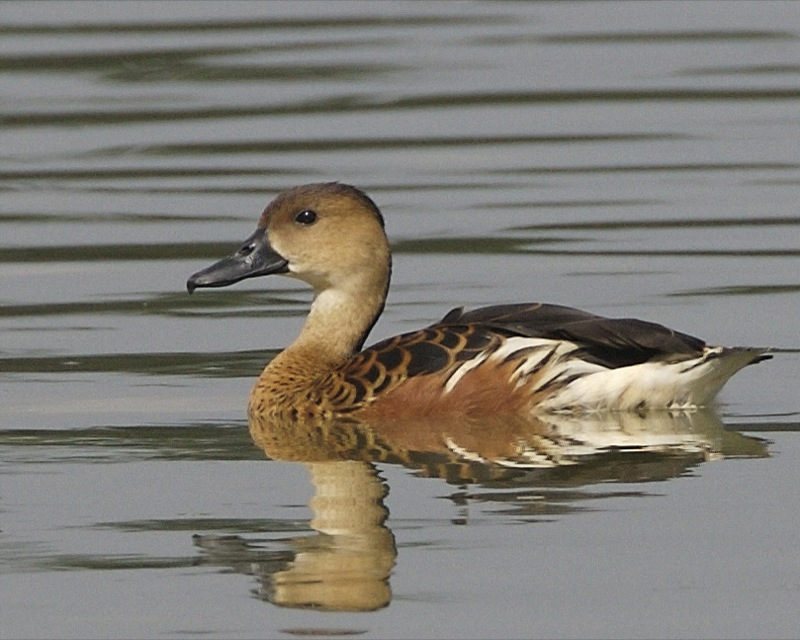
Wanderpfeifgans, eine der wenigen Arten, mit denen die Gelbfuß-Pfeifgans verwechselt werden kann

Gelbfuß-Pfeifgänse sind auf Grund ihrer aufrechten Körperhaltung mit keiner anderen Art zu verwechseln. Ihr langer Hals und ihre langen Beine helfen, sie von anderen Entenarten zu unterscheiden. Im Flug fallen sie durch ihre Lautäußerungen und das pfeifende Fluggeräusch auf. Die Gelbfuß-Pfeifgans selber kann nur mit der Wanderpfeifgans verwechselt werden. Diese ist etwas kleiner als die Gelbfuß-Pfeifgans und dunkler. Ihr fehlen außerdem die auffallenden Sichelfedern an den Körperseiten. 

## Verbreitung und Lebensraum
Die Gelbfuß-Pfeifgans kommt ausschließlich in Australien vor und lebt dort überwiegend im Norden und Osten. Das Verbreitungsgebiet hat sich im Südosten Australiens seit den 1950er Jahren ausgedehnt. Die Entwicklung der Landwirtschaft in dieser Region, die mit der Anlage von Weideland, Staudämmen und bewässerten Gebieten einherging, bietet der Gelbfuß-Pfeifgans in dieser Region neue Lebensräume. Irrgäste erreichen gelegentlich Neuguinea und Neuseeland. 
Der Lebensraum der Gelbfuß-Pfeifgänse ist Grasland der tropischen und gemäßigten Klimazonen. Sie leben sowohl in Küstengebieten als auch im Innenland. Ihr Verbreitungsschwerpunkt ist das offene Grasland im Westen von Queensland. Sie grasen auch auf Weideflächen und halten sich am Rand von Gewässern auf. In den Regionen mit Monsunregen versammeln sie sich in der Trockenzeit in der Nähe von permanenten Gewässern. Gelbfuß-Pfeifgänse sind dann in großen Konzentrationen zu beobachten: In der Trockenzeit kommt es zu Wanderbewegungen, die dazu führen, dass sich tausende dieser Vögel an Ufern und Sandbänken der noch nicht ausgetrockneten Gewässer einfinden. Mit dem Einsetzen der Regenperiode lösen sich diese Truppen wieder auf und verteilen sich weit über das Grasland.
Gelbfuß-Pfeifgänse nutzen eine Reihe unterschiedlicher Habitate. Die Art des Gewässers ist für sie nicht entscheidend, da sie im Wasser nicht nach Nahrung suchen. Sie sind in der Nähe von Billabongs, Teichen, Sümpfen, Fließgewässern, Staudämmen, Überflutungsflächen und Rieselfeldern zu finden.

## Ernährung
Gelbfuß-Pfeifgänse ernähren sich nahezu ausschließlich von Pflanzen. Den größten Teil ihrer Nahrung finden sie an Land. Mit ihrem gänseartigen Schnabel weiden sie dort Gras ab oder zupfen es heraus. Während des Grasens an Land bewegen sie sich gewöhnlich in dichten Trupps nach vorne. Die Nahrungsaufnahme findet überwiegend nachts statt. Nahrung, die sie am Wasserrand oder auch auf der Wasseroberfläche finden, hat eine geringere Bedeutung in ihrer Ernährung. Bei der Nahrungssuche auf dem Wasser sind die Individuen eines Trupps weiter verteilt als während der Nahrungssuche an Land.

## Fortpflanzung

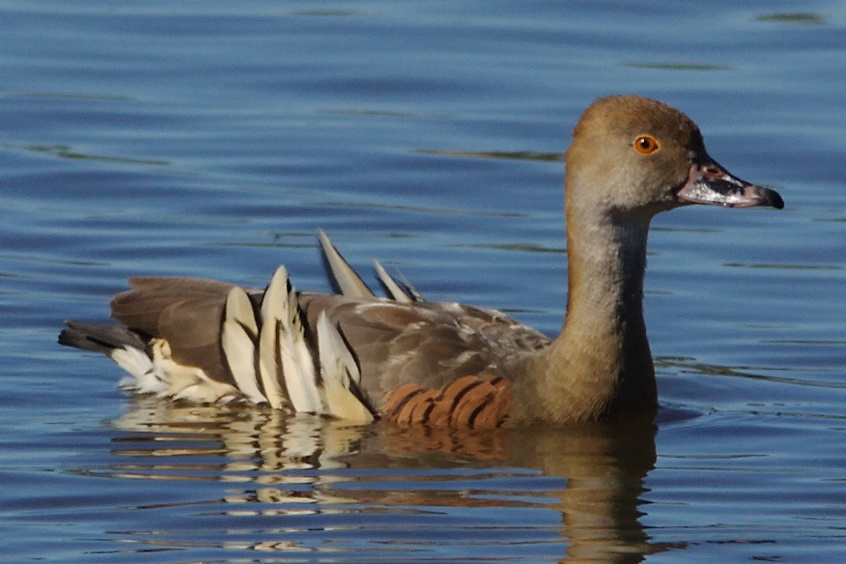
Gelbfuß-Pfeifgans

Die Gelbfuß-Pfeifgans ist monogam, die Paarbindung besteht möglicherweise, bis einer der beiden Partnervögel stirbt. Während der Fortpflanzungszeit verteidigen die Paare ein Territorium. Die Größe des Territoriums ist bislang nicht bekannt, sicher ist jedoch, dass ein Paar die unmittelbare Umgebung um das Nest verteidigt. Ungewöhnlich ist, dass das Männchen die Jungen versorgt.  
Die Fortpflanzungszeit ist nicht genau bekannt, vermutlich ist sie aber von der jeweiligen geographischen Breite sowie dem Einsetzen und der Dauer der Regenzeit beeinflusst. Das Nest wird auf dem Boden errichtet, dabei suchen sich die Sichelpfeifgänse Stellen für den Nestbau aus, die hoch genug gelegen sind, so dass sie bei steigendem Wasserstand nicht überflutet werden. Gewöhnlich befinden sich dadurch die Nester in einigem Abstand zur Uferlinie. Die Nester sind bis jetzt nur aus Gefangenschaftshaltung bekannt. Sie haben einen Durchmesser von 25 Zentimeter und sind 10 Zentimeter tief. Die Gelegegröße ist nicht genau bekannt, vermutlich besteht aber ein Gelege aus acht bis vierzehn Eiern. Bei in menschlicher Obhut gehaltenen Sichelpfeifgänsen beträgt das Legeintervall etwa 48 Stunden. 
An der Bebrütung der Eier sind beide Elternvögel beteiligt. Gewöhnlich lösen sich die Elternvögel jeweils nach einem Brutintervall von 24 Stunden ab. Die Brutzeit beträgt etwa 28 Tage.

## Systematik
Die genaueren Verwandtschaftsverhältnisse innerhalb der Pfeifgänse sehen folgendermaßen aus:
|  | Tüpfelpfeifgans (D. guttata) |
|  |                              |
|  | Kubapfeifgans (D. arborea)   |
|  |                              |

|                         | Gelbbrust-Pfeifgans (D. bicolor)                                                              |
|                         |                                                                                               |
|                         | Gelbfuß-Pfeifgans (D. eytoni)                                                                 |
|                         |                                                                                               |
| N.N.                    | \| \| Wanderpfeifgans (D. arcuata) \| \| \| \| \| \| Zwergpfeifgans (D. javanica) \| \| \| \| |
| Vorlage:Klade/Wartung/3 | \| \| Wanderpfeifgans (D. arcuata) \| \| \| \| \| \| Zwergpfeifgans (D. javanica) \| \| \| \| |
|                         | Wanderpfeifgans (D. arcuata)                                                                  |
|                         |                                                                                               |
|                         | Zwergpfeifgans (D. javanica)                                                                  |
|                         |                                                                                               |

|  | Wanderpfeifgans (D. arcuata) |
|  |                              |
|  | Zwergpfeifgans (D. javanica) |
|  |                              |

|  | Tüpfelpfeifgans (D. guttata) |
|  |                              |
|  | Kubapfeifgans (D. arborea)   |
|  |                              |

|                         | Gelbbrust-Pfeifgans (D. bicolor)                                                              |
|                         |                                                                                               |
|                         | Gelbfuß-Pfeifgans (D. eytoni)                                                                 |
|                         |                                                                                               |
| N.N.                    | \| \| Wanderpfeifgans (D. arcuata) \| \| \| \| \| \| Zwergpfeifgans (D. javanica) \| \| \| \| |
| Vorlage:Klade/Wartung/3 | \| \| Wanderpfeifgans (D. arcuata) \| \| \| \| \| \| Zwergpfeifgans (D. javanica) \| \| \| \| |
|                         | Wanderpfeifgans (D. arcuata)                                                                  |
|                         |                                                                                               |
|                         | Zwergpfeifgans (D. javanica)                                                                  |
|                         |                                                                                               |

|  | Wanderpfeifgans (D. arcuata) |
|  |                              |
|  | Zwergpfeifgans (D. javanica) |
|  |                              |

|  | Witwenpfeifgans (D. viduata)    |
|  |                                 |
|  | Herbstpfeifgans (D. autumnalis) |
|  |                                 |

|  | Tüpfelpfeifgans (D. guttata) |
|  |                              |
|  | Kubapfeifgans (D. arborea)   |
|  |                              |

|                         | Gelbbrust-Pfeifgans (D. bicolor)                                                              |
|                         |                                                                                               |
|                         | Gelbfuß-Pfeifgans (D. eytoni)                                                                 |
|                         |                                                                                               |
| N.N.                    | \| \| Wanderpfeifgans (D. arcuata) \| \| \| \| \| \| Zwergpfeifgans (D. javanica) \| \| \| \| |
| Vorlage:Klade/Wartung/3 | \| \| Wanderpfeifgans (D. arcuata) \| \| \| \| \| \| Zwergpfeifgans (D. javanica) \| \| \| \| |
|                         | Wanderpfeifgans (D. arcuata)                                                                  |
|                         |                                                                                               |
|                         | Zwergpfeifgans (D. javanica)                                                                  |
|                         |                                                                                               |

|  | Wanderpfeifgans (D. arcuata) |
|  |                              |
|  | Zwergpfeifgans (D. javanica) |
|  |                              |

|  | Tüpfelpfeifgans (D. guttata) |
|  |                              |
|  | Kubapfeifgans (D. arborea)   |
|  |                              |

|                         | Gelbbrust-Pfeifgans (D. bicolor)                                                              |
|                         |                                                                                               |
|                         | Gelbfuß-Pfeifgans (D. eytoni)                                                                 |
|                         |                                                                                               |
| N.N.                    | \| \| Wanderpfeifgans (D. arcuata) \| \| \| \| \| \| Zwergpfeifgans (D. javanica) \| \| \| \| |
| Vorlage:Klade/Wartung/3 | \| \| Wanderpfeifgans (D. arcuata) \| \| \| \| \| \| Zwergpfeifgans (D. javanica) \| \| \| \| |
|                         | Wanderpfeifgans (D. arcuata)                                                                  |
|                         |                                                                                               |
|                         | Zwergpfeifgans (D. javanica)                                                                  |
|                         |                                                                                               |

|  | Wanderpfeifgans (D. arcuata) |
|  |                              |
|  | Zwergpfeifgans (D. javanica) |
|  |                              |

|  | Witwenpfeifgans (D. viduata)    |
|  |                                 |
|  | Herbstpfeifgans (D. autumnalis) |
|  |                                 |

|  | Tüpfelpfeifgans (D. guttata) |
|  |                              |
|  | Kubapfeifgans (D. arborea)   |
|  |                              |

|                         | Gelbbrust-Pfeifgans (D. bicolor)                                                              |
|                         |                                                                                               |
|                         | Gelbfuß-Pfeifgans (D. eytoni)                                                                 |
|                         |                                                                                               |
| N.N.                    | \| \| Wanderpfeifgans (D. arcuata) \| \| \| \| \| \| Zwergpfeifgans (D. javanica) \| \| \| \| |
| Vorlage:Klade/Wartung/3 | \| \| Wanderpfeifgans (D. arcuata) \| \| \| \| \| \| Zwergpfeifgans (D. javanica) \| \| \| \| |
|                         | Wanderpfeifgans (D. arcuata)                                                                  |
|                         |                                                                                               |
|                         | Zwergpfeifgans (D. javanica)                                                                  |
|                         |                                                                                               |

|  | Wanderpfeifgans (D. arcuata) |
|  |                              |
|  | Zwergpfeifgans (D. javanica) |
|  |                              |

|  | Tüpfelpfeifgans (D. guttata) |
|  |                              |
|  | Kubapfeifgans (D. arborea)   |
|  |                              |

|                         | Gelbbrust-Pfeifgans (D. bicolor)                                                              |
|                         |                                                                                               |
|                         | Gelbfuß-Pfeifgans (D. eytoni)                                                                 |
|                         |                                                                                               |
| N.N.                    | \| \| Wanderpfeifgans (D. arcuata) \| \| \| \| \| \| Zwergpfeifgans (D. javanica) \| \| \| \| |
| Vorlage:Klade/Wartung/3 | \| \| Wanderpfeifgans (D. arcuata) \| \| \| \| \| \| Zwergpfeifgans (D. javanica) \| \| \| \| |
|                         | Wanderpfeifgans (D. arcuata)                                                                  |
|                         |                                                                                               |
|                         | Zwergpfeifgans (D. javanica)                                                                  |
|                         |                                                                                               |

|  | Wanderpfeifgans (D. arcuata) |
|  |                              |
|  | Zwergpfeifgans (D. javanica) |
|  |                              |

|  | Witwenpfeifgans (D. viduata)    |
|  |                                 |
|  | Herbstpfeifgans (D. autumnalis) |
|  |                                 |

|  | Tüpfelpfeifgans (D. guttata) |
|  |                              |
|  | Kubapfeifgans (D. arborea)   |
|  |                              |

|                         | Gelbbrust-Pfeifgans (D. bicolor)                                                              |
|                         |                                                                                               |
|                         | Gelbfuß-Pfeifgans (D. eytoni)                                                                 |
|                         |                                                                                               |
| N.N.                    | \| \| Wanderpfeifgans (D. arcuata) \| \| \| \| \| \| Zwergpfeifgans (D. javanica) \| \| \| \| |
| Vorlage:Klade/Wartung/3 | \| \| Wanderpfeifgans (D. arcuata) \| \| \| \| \| \| Zwergpfeifgans (D. javanica) \| \| \| \| |
|                         | Wanderpfeifgans (D. arcuata)                                                                  |
|                         |                                                                                               |
|                         | Zwergpfeifgans (D. javanica)                                                                  |
|                         |                                                                                               |

|  | Wanderpfeifgans (D. arcuata) |
|  |                              |
|  | Zwergpfeifgans (D. javanica) |
|  |                              |

|  | Tüpfelpfeifgans (D. guttata) |
|  |                              |
|  | Kubapfeifgans (D. arborea)   |
|  |                              |

|                         | Gelbbrust-Pfeifgans (D. bicolor)                                                              |
|                         |                                                                                               |
|                         | Gelbfuß-Pfeifgans (D. eytoni)                                                                 |
|                         |                                                                                               |
| N.N.                    | \| \| Wanderpfeifgans (D. arcuata) \| \| \| \| \| \| Zwergpfeifgans (D. javanica) \| \| \| \| |
| Vorlage:Klade/Wartung/3 | \| \| Wanderpfeifgans (D. arcuata) \| \| \| \| \| \| Zwergpfeifgans (D. javanica) \| \| \| \| |
|                         | Wanderpfeifgans (D. arcuata)                                                                  |
|                         |                                                                                               |
|                         | Zwergpfeifgans (D. javanica)                                                                  |
|                         |                                                                                               |

|  | Wanderpfeifgans (D. arcuata) |
|  |                              |
|  | Zwergpfeifgans (D. javanica) |
|  |                              |

|  | Witwenpfeifgans (D. viduata)    |
|  |                                 |
|  | Herbstpfeifgans (D. autumnalis) |
|  |                                 |

## Haltung

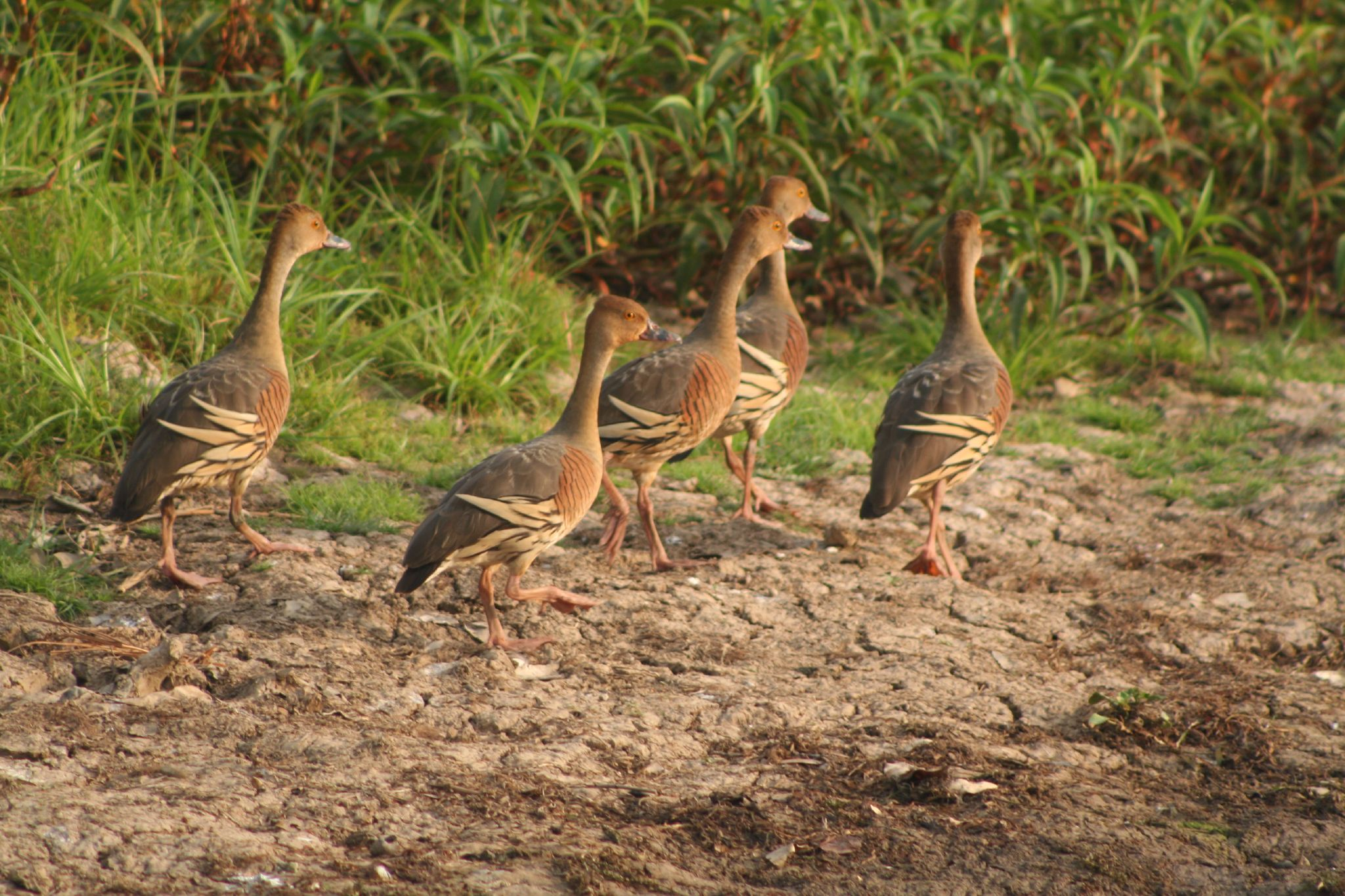
Kleiner Trupp Gelbfuß-Pfeifgänse

Die Gelbfuß-Pfeifgans wurde als Ziergeflügel bereits im 19. Jahrhundert importiert, gehörte in Europa aber lange Zeit zu den nur sehr selten gehaltenen Wasservögeln. Die Welterstzucht gelang 1938 einem Zoo in den USA, wo zwei Küken aufwuchsen. Vermutlich gelang die europäische Erstzucht dem Zoo in München Hellabrunn. Erst seit den 1980er Jahren werden in Europa Gelbfuß-Pfeifgänse regelmäßiger gezüchtet, nachdem eine Reihe in den USA gezüchteter Gänse in Europa eingeführt wurde.